# Manaria brevicaudata
Manaria brevicaudata is een slakkensoort uit de familie van de Buccinidae. De wetenschappelijke naam van de soort is voor het eerst geldig gepubliceerd in 1911 door Schepman.